# Hugo Knepler

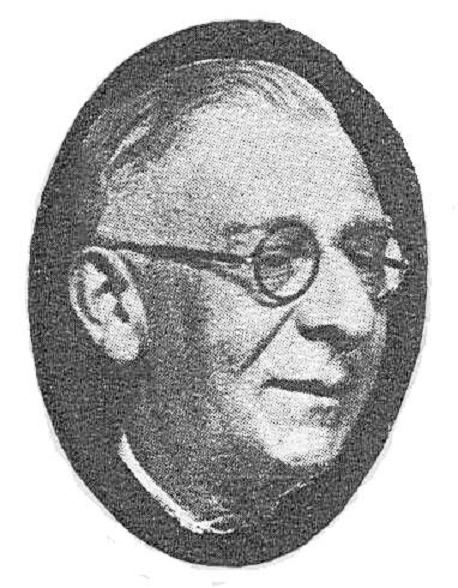
Hugo Knepler um 1930

Hugo Knepler (10. August 1872 in Wien – nach dem 13. April 1944 im KZ Auschwitz; auch Hugo Knöpler) war ein österreichischer Buch- und Kunsthändler, Musikverleger und Impresario.

## Leben
Hugo Knepler wurde als viertes von fünf Kindern (darunter Bruder Paul) des Moriz und der Pauline Knepler geboren. Sein Vater handelte mit Tabakspfeifen, die er auch für den südamerikanischen Markt produzierte.
Eine frühe Kindheitserinnerung Kneplers waren die sonntäglichen Konzerte der Salonkapelle Carl Wilhelm Dreschers 1878 in Hadersdorf-Weidlingau, die er immer mitdirigierte. Er selbst lernte Violine, angeregt durch den Besuch des achtjährigen Fritz Kreisler bei den Eltern, und brachte es für einen Laien zu beachtlichem Können.
Dem Besuch des Konservatoriums zog er die Lehrjahre an der Handelsschule vor. Nach deren Beendigung trat er als Volontär in die Merkurbank ein und wurde einige Jahre später Börsendisponent einer Privatbank. Durch die Finanz- und Börsenkrise des Jahres 1905 wurde er arbeitslos. Im selben Jahr heiratete er Hedwig Moser (* 1888) und gründete eine Musikalienhandlung (um 1911/1912 nachweisbar in der Habsburgergasse 2/Ecke Graben).
1916 übernahm er von seinem Bruder Paul den bis dahin von diesem geführten „Verlag Paul Knepler“, den dieser 1905 erworben hatte. Ursprünglich war es die 1789 von Johann Baptist Wallishauser gegründete Wallishausersche k.u.k. Hofbuchhandlung (Adolf W. Künast). Hugo Knepler führte die Buchhandlung und den Verlag bis zum Verkauf an Eugen Walter Kende im Jahr 1927. Während seiner Leitung erschienen im Verlag unter anderem Werke von Paul Czinner, Siegfried Loewy, Arthur Schnitzler, Friedrich Schreyvogel, Richard Specht und Paul Wertheimer.
1907 erwarb er mit einem stillen Teilhaber, der aber bald aus dem Betrieb wieder ausschied, die Konzertdirektion Gutmann (nicht aber dessen Musikalienhandlung beziehungsweise den Verlag von Albert J. Gutmann). Aber erst seit 1912/1913 hieß es auf den Programmzetteln und dem Briefpapier „Konzertdirektion Gutmann (Inhaber: Hugo Knepler)“. Bis 1931 sollte sie die größte Konzertdirektion Wiens bleiben, die in dieser Zeit über 2100 Veranstaltungen, vor allem im Wiener Konzerthaus, organisierte. Zu den von Knepler betreuten Künstlern zählten unter anderem Bronisław Huberman, Eugen d’Albert, Artur Schnabel, Erika Morini, Jascha Heifetz, Pablo Casals, die Schwestern Berta, Else und Grete Wiesenthal, Arthur Nikisch und Maria Jeritza.
In der Wohnung der Kneplers in der Schellinggasse 3, die sie seit 1910 bewohnten, befand sich neben den privaten Räumen auch das Büro der Konzertdirektion Knepler, die oft zu Künstlersoiréen genutzt wurde. Am 8. Mai 1922 wurde Kneplers Sohn, Henry (Heinrich), geboren. Gegen Ende der 1920er Jahre geriet die Konzertdirektion in wirtschaftliche Schwierigkeiten, eine Folge der allgemeinen Wirtschaftskrise und auch der neu aufgekommenen Unterhaltungsformen, wie Radio, Film und Sportveranstaltungen. 1931 wurde das Insolvenzverfahren eröffnet, über die weiteren Tätigkeiten Hugo Kneplers ist wenig bekannt.
Nach dem Anschluss Österreichs am 12. März 1938 musste er als Jude dann Ende April 1939 seine Wohnung aufgeben und in eine Pension übersiedeln. Am 4. Juni 1939 konnte er noch nach Frankreich fliehen und dort bis 1944 sogar überleben. Unvorsichtigerweise fuhr er nach Nizza, ins unbesetzte Frankreich des Vichy-Regimes, wo er aufgegriffen und ins Sammellager Drancy deportiert wurde. Mit Transport 71 wurde er am 13. April 1944 nach Auschwitz verbracht, wo er dann ermordet wurde.
Kneplers Bruder Paul war einige Jahre an der Firma beteiligt, bis er aufgrund seiner Erfolge als Librettist ausschied. So war er etwa für Lehár und Künneke tätig. Sein Sohn Henry kam mit einem Kindertransport nach London, wo er bei Kriegsausbruch interniert wurde, zuerst auf der Isle of Man, dann in Canada; seine Frau konnte in Wien als „U-Boot“ überleben, weil die Schriftstellerin Mela Deutsch Brady und ihr Mann ihr halfen, sich zu verstecken. Im Jahr 1947 zog sie zu ihrem Sohn nach Chicago, wo sie 1962 starb.

## Werke
- O, diese Künstler. Indiskretionen eines Managers. Geleitwort von Ludwig Karpath. Fiba-Verlag, Wien 1930.